# Sara Paris
Sara Paris (Verbania, 19 luglio 1985) è una pallavolista italiana.
Gioca nel ruolo di libero nell'Ostiano.

## Carriera
La carriera di Sara Paris inizia nel 2000 quando fa il suo esordio nella Pallavolo Ornavasso, in Serie C. Nella stagione 2001-02 viene ingaggiata dalla Busto Arsizio, in Serie A2. dove resta per tre annate. Durante questo periodo viene convocata nella nazionale under 18 italiana, con la quale si aggiudica la medaglia d'oro al campionato europeo 2001.
Dopo una parentesi, sempre in serie cadetta con la Promo Firenze Sport, nella stagione 2005-06 viene ingaggiata dal Bellinzona Volley Team, nel campionato svizzero, dove resta per due annate.
A marzo 2007 torna in Italia, in Serie B2, nel Beng Rovigo Volley, mentre la stagione 2007-08 passa al GSO Villa Cortese, in Serie B1, con la quale ottiene due promozioni, prima in Serie A2 e poi in Serie A1.
Nella stagione 2009-10 passa all'Universal Volley Carpi, con la quale ottiene una nuova promozione in Serie A1: resta con la società emiliana, che cambia sede da Carpi a Modena, anche per il campionato 2010-11.
Nella stagione 2011-12 viene ingaggiata dal Volleyball Casalmaggiore, in Serie A2, mentre nella stagione successiva passa al Crema Volley, neopromossa nella massima divisione nazionale, tuttavia a metà annata, a causa del fallimento della società, torna nuovamente a Villa Cortese.
Per il campionato 2013-14 veste la maglia dell'AGIL Volley di Novara, mentre nella stagione successiva è al Volley Soverato in Serie A2. Nel campionato 2015-16 ritorna in massima serie con la neopromossa Neruda Volley di Bronzolo.
Nell'annata 2016-17 si accasa alla SAB Volley di Legnano in Serie A2, stessa categoria dove resta nell'annata successiva con la neopromossa Olimpia Teodora.

## Palmarès

### Nazionale (competizioni minori)
- Campionato europeo under 18 2001

### Premi individuali
- 2001 - Campionato europeo under 18: Miglior libero
- 2001 - Campionato mondiale under 18: Miglior difesa